# 終末のフラクタル
「終末のフラクタル」（しゅうまつのフラクタル）は、飛蘭の8枚目のシングル。2011年1月26日にLantisから発売された。

## 解説
前作からおよそ2か月ぶりのリリースで、自身初となる、初回限定盤と通常盤の2種類リリース。初回盤には「終末のフラクタル」のPVを収録したDVDが同梱されている。
表題曲は、PCゲーム『グリザイアの果実』のオープニングテーマに起用された。なお、PCゲームへのタイアップは、「月華の螺旋」以来2度目。
ジャケットには、飛蘭が廃墟と化した町に佇んでいる様子が描かれており、初回盤と通常盤ではジャケットのデザインが異なる。
2013年現在、収録曲は2曲とも、飛蘭のアルバムには未収録となっている。

## 収録曲
1. 終末のフラクタル [4:43]
作詞：桑島由一 / 作曲・編曲：藤間仁（Elements Garden）
  - PCゲーム『グリザイアの果実』オープニングテーマ
  - テレビ東京系『アニソ〜ンぷらす』2011年1月度エンディングテーマ
2. HAPPY SOUL DANCE [4:23]
作詞：飛蘭 / 作曲：藤田淳平（Elements Garden） / 編曲：齋藤真也
3. 終末のフラクタル（off vocal）
4. HAPPY SOUL DANCE（off vocal）

DVD（初回限定盤のみ）
1. 終末のフラクタル（Music Clip）